# Maja-Sötsö
Maja-Sötsö är en ö i Finland. Den ligger i sjön Orivesi och i kommunen Rääkkylä i den ekonomiska regionen  Mellersta Karelen  och landskapet Norra Karelen, i den sydöstra delen av landet, 300 km nordost om huvudstaden Helsingfors. Öns area är 12,6 hektar och dess största längd är 0,9 kilometer i sydöst-nordvästlig riktning.